# Raffaele Merloni
Raffaele Merloni (Roma, 18 gennaio 1907 – 20 novembre 1967) è stato un politico e avvocato italiano.

## Biografia
Eletto nelle file del Partito Socialista Italiano nella I Legislatura, dal 1948 al 1952.